# Giuliano Volpe
Giuliano Volpe (Terlizzi, 17 agosto 1958) è un archeologo italiano.
È professore ordinario di Metodologia della ricerca archeologica presso il Dipartimento di ricerca e innovazione umanistica dell'Università degli Studi di Bari Aldo Moro ed è stato docente di Archeologia cristiana e medievale presso il Dipartimento di studi umanistici dell'Università degli studi di Foggia dove dal 1º novembre 2008 al 31 ottobre 2013 è stato rettore.
È stato, tra il 2014 e il 2018, presidente del Consiglio superiore per i beni culturali e paesaggistici del MiBACT.

## Biografia
Laureato in Lettere classiche all'Università di Bari, ha conseguito il dottorato di ricerca in archeologia della Magna Grecia all'Università di Napoli Federico II e il dottorato in discipline storiche alla Scuola Superiore di Studi Storici di San Marino (Università degli Studi della Repubblica di San Marino). Ha insegnato nell'Università di Bari tra 1992 e il 2000. Dal 2000 al 2019 ha insegnato nell'Università di Foggia e dal 2017 è docente di archeologia tardoantica e dal 2020 di metodologia della ricerca archeologica anche presso la Scuola archeologica italiana di Atene.
Nel 2005 si è candidato consigliere regionale in Puglia, nella circoscrizione di Foggia, nella lista La Primavera pugliese, conseguendo il risultato di 356 voti di preferenza. È stato coordinatore scientifico della Carta dei beni culturali della regione Puglia. Tra il 2010 e il 2012 è stato presidente del distretto tecnologico D.A.Re.-Distretto agroalimentare regionale. È stato coordinatore della commissione per le biblioteche della Conferenza dei rettori dal 2011 al 2013. Nel 2012 presenta un progetto all'Associazione Nazionale dei Centri Storici e Artistici che ottiene una menzione d'onore nell'ambito della sezione italiana del Premio Gubbio. Nel 2012 ha fondato e da allora è Presidente della Fondazione Apulia felix onlus costituita da imprenditori che destinano risorse alla cultura e al sociale. Dopo un'ulteriore bocciatura alle urne in occasioni delle politiche 2013 (candidato al Senato nel listino bloccato della Regione Puglia), l'8 aprile 2014 il ministro Dario Franceschini lo ha nominato Presidente del Consiglio Superiore per i Beni culturali e paesaggistici, di cui era componente già dal 2012, su designazione della Conferenza delle Regioni e delle Province Autonome. Confermato nel 2014 dalla Conferenza delle Regioni, il 17 febbraio 2015 è stato confermato Presidente del Consiglio Superiore per il triennio 2015-2018 dal ministro Franceschini. Confermato per la terza volta nel 2018 dalla Conferenza delle Regioni, è stato nuovamente componente del Consiglio Superiore per i Beni culturali e paesaggistici fino al 2020. Nel 2020 è stato nominato consigliere del Ministro dei beni e delle attività culturali e del turismo on. Dario Franceschini.  Il 29 agosto 2014 è stato nominato Presidente della Commissione paritetica Mibact / Comune di Roma che ha prodotto un ampio studio per lo sviluppo e la gestione dell'Area Archeologica Centrale di Roma. Dal 2012 al 2018 è stato Presidente della SAMI-Società degli Archeologi Medievisti Italiani, associazione fondata da Riccardo Francovich, Tiziano Mannoni, Ottone d'Assia, Gian Pietro Brogiolo, Sauro Gelichi e altri archeologi. Dal 2018 al 2022 è stato Presidente della Consulta Universitaria per le Archeologie Postclassiche e dal 2019 è Presidente della Federazione delle Consulte Universitaria di Archeologia. Dal 2019 al 2023 è stato membro del Conseil Scientifique de l'Institut des Sciences Humaines et Sociales, CNRS, Paris.
Dal 1990 ha sviluppato una collaborazione con la casa editrice Edipuglia di Bari, specializzata nelle scienze umanistiche, svolgendo la funzione di direttore scientifico editoriale.

### Area di specializzazione
I suoi interessi di ricerca riguardano le anfore e la ceramica romana, la villa romana e i paesaggi agrari, l'archeologia subacquea e il commercio mediterraneo, l'archeologia dei paesaggi, la cristianizzazione delle città e delle campagne, con particolare riferimento al territorio dell'antica Daunia, l'archeologia pubblica.
Ha pubblicato oltre 600 contributi (monografie, saggi in riviste nazionali e internazionali, volumi miscellanei, relazioni a convegni, recensioni e articoli a carattere divulgativo).
Ha condotto numerosi scavi archeologici, terrestri e subacquei, in Italia e all'estero. Tra questi quello della villa romana e tardoantica e dell'abitato altomedievale di Faragola (Ascoli Satriano, FG), gravemente danneggiata nel 2017 da un incendio che ha compromesso le strutture archeologiche.
Nel 2022 ha fornito la consulenza scientifica per la realizzazione del cortometraggio Faragola - Un mondo ritrovato, nel 2023 per il documentario sull'archeologia del Gargano prodotto da Rai Storia. E' consulente scientifico di Sapiens condotta da Mario Tozzi. Tiene nella rivista Archeologia Viva la rubrica "Vulpis in fundo".

### Attività politica
Alle elezioni politiche del 2013 è stato candidato al Senato della Repubblica Italiana nella regione Puglia della lista Sinistra Ecologia Libertà, risultando non eletto. Nel 2024 si è candidato al Comune di Bari con la lista civica Laforgia Sindaco a sostegno della candidatura di Michele Laforgia.

## Opere
- La Daunia nell'età della romanizzazione. Paesaggio agrario, produzione, scambi, Edipuglia, Bari, 1990[12], ISBN 88-7228-061-3
- Contadini, pastori e mercanti nell'Apulia tardoantica, Edipuglia, Bari, 1996[13], ISBN 88-7228-165-2
- con J. Mertens, Herdonia, un itinerario storico-archeologico, Edipuglia, Bari, 1999, ISBN 88-7228-235-7
- Le vie maestre, Edipuglia, Bari, 2013, ISBN 978-88-7228-704-0
- Storia e archeologia globale, 1, ed., Edipuglia, Bari 2015, ISBN 978-88-7228-769-9
- Patrimonio al futuro. Un manifesto per i beni culturali e il paesaggi, Mondadori-Electa, Milano, 2015, ISBN 978-88-918-0666-6
- Un patrimonio italiano. Beni culturali, paesaggi e cittadini, UTET-De Agostini, Novara, 2016, ISBN 978-88-511-4279-7
- La Puglia nel mondo romano. Storia di una periferia. L’avvio dell’organizzazione municipale, Edipuglia, Bari 2017 (con F. Grelle, M. Silvestrini,  R. Goffredo) ISBN 978-88-7228-833-7
- Il bene nostro. Un impegno per il patrimonio culturale, Edipuglia, Bari, 2019, ISBN 978-88-722-8884-9.
- Archeologia pubblica. Metodi, tecniche, esperienze, Carocci editore, Roma 2020  ISBN 978-88-430-9988-7
- Passeggiate archeologiche. Venti proposte per conoscere siti e storie di Puglia, Edipuglia, Bari 2021 ISBN 978-88-7228-967-9
- Passeggiate archeologiche. Nuove proposte per conoscere siti e storie di Puglia, Edipuglia, Bari 2022 ISBN 979-12-5995-012-3
- La Puglia nel mondo romano. Storia di una periferia. Il principato e l'età tardoantica, Edipuglia, Bari 2023 (con F. Grelle, M. Silvestrini,  R. Goffredo) ISBN 979-12-5995-028-4
- Vulpis in fundo. Appunti, riflessioni e idee per l'archeologia,  Edipuglia, Bari 2024, ISBN 979-12-5995-096-3, DOI http://dx.doi.org/10.4475/0963.